# Chromis degruyi
Chromis degruyi là một loài cá biển thuộc chi Chromis trong họ Cá thia. Loài này được mô tả lần đầu tiên vào năm 2008.

## Từ nguyên
Từ định danh degruyi được đặt theo tên của Michael V. DeGruy, người đã nhiệt tình và quyết tâm hết lòng khi cố gắng thu thập cho được mẫu vật trưởng thành đầu tiên của loài cá này.

## Phạm vi phân bố và môi trường sống
C. degruyi là loài đặc hữu của quần đảo Caroline, từ rạn san hô vòng Poluwat (thuộc bang Chuuk, Liên bang Micronesia) đến Palau, được thu thập trên đới sườn dốc của các rạn viền bờ ở độ sâu khoảng 85–120 m.

## Mô tả
C. degruyi có chiều dài cơ thể lớn nhất được ghi nhận là gần 8,3 cm. Cơ thể có màu vàng nâu sẫm với khoảng 9 sọc ngang, mảnh, màu tím nhạt ở hai bên thân. Nửa trên của gốc vây ngực có một đốm đen lớn nổi bật. Cá con có vệt vàng ở phía cuối vây lưng và vây hậu môn, cũng như màu vàng tươi trên hai thùy đuôi.
Số gai ở vây lưng: 13–14; Số tia vây ở vây lưng: 11–12; Số gai ở vây hậu môn: 2; Số tia vây ở vây hậu môn: 11–12; Số tia vây ở vây ngực: 18; Số gai ở vây bụng: 1; Số tia vây ở vây bụng: 5; Số vảy đường bên: 15–17; Số lược mang: 27–28.

## Sinh thái học
Thức ăn của C. degruyi là động vật phù du. Chúng thường bơi theo từng nhóm nhỏ. Cá đực có tập tính bảo vệ và chăm sóc trứng; trứng có độ dính và bám vào nền tổ.